# Verrallina incerta
Verrallina incerta är en tvåvingeart som först beskrevs av Edwards 1922.  Verrallina incerta ingår i släktet Verrallina och familjen stickmyggor. Inga underarter finns listade i Catalogue of Life.